# Tiffany and Company Building
Le Tiffany and Company Building  est un bâtiment historique situé à Manhattan, à New York. Construit en 1905 par McKim, Mead and White pour être l'édifice emblématique du joaillier Tiffany & Co, il est inscrit comme National Historic Landmark dans le Registre National des Lieux Historiques depuis le 2 juin 1978. Sa conception est inspirée du palais Grimani de San Luca de Venise,.

## Source de traduction
- (es) Cet article est partiellement ou en totalité issu de l’article de Wikipédia en espagnol intitulé « Tiffany and Company Building » (voir la liste des auteurs).